# Jani Keula
Jani Keula (Turku, 11 aprile 1973) è un ex calciatore finlandese, di ruolo difensore.

## Carriera

### Club
Keula giocò dal 1991 al 1995 con la maglia del TPS.
Dal 1996 al 2000 fu in forza all'Inter Turku, prima di trasferirsi al SalPa con il quale prese parte alla stagione 2001.
Nel 2002 fu sotto contratto dai norvegesi del Nybergsund-Trysil, formazione all'epoca militante nella 2. divisjon.